# Hisanaga Tatsunori
Tatsunori Hisanaga (sinh ngày 23 tháng 12 năm 1977) là một cầu thủ bóng đá người Nhật Bản.

## Sự nghiệp câu lạc bộ
Tatsunori Hisanaga đã từng chơi cho Avispa Fukuoka, Yokohama F. Marinos và Omiya Ardija.